# Bohdalice-Pavlovice
Bohdalice-Pavlovice è un comune della Repubblica Ceca facente parte del distretto di Vyškov, in Moravia Meridionale.